# Михайловский сельсовет (Фёдоровский район)
Михайловский сельсовет — муниципальное образование в Фёдоровском районе Башкортостана.
Согласно Закону о границах, статусе и административных центрах муниципальных образований в Республике Башкортостан имеет статус сельского поселения.

## Состав сельского поселения
| № | Населённый пункт | Тип населённого пункта       | Население |
| - | ---------------- | ---------------------------- | --------- |
| 1 | Михайловка       | село, административный центр | ↗305      |
| 2 | Батырово         | село                         | ↘441      |
| 3 | Юлдашево         | село                         | ↗391      |

## История
В 2004 году часть территории сельсовета Зяк-Ишметовского сельсовета Куюргазинского района перешло в состав Михайловского сельсовета Федоровского района, согласно Закону Республики Башкортостан «Об изменениях в административно-территориальном устройстве Республики Башкортостан, изменениях границ и преобразованиях муниципальных образований в Республике Башкортостан» от 17 декабря 2004 года 2004 года N 125-з:

11. Изменить границы Куюргазинского района, Зяк-Ишметовского сельсовета Куюргазинского района, Федоровского района, Михайловского сельсовета Федоровского района согласно представленной схематической карте, передав часть территории площадью 937 га Зяк-Ишметовского сельсовета Куюргазинского района в состав территории Михайловского сельсовета Федоровского района

## Население
| 2002  | 2009  | 2010  | 2013  | 2014  | 2015  | 2016  |
| ----- | ----- | ----- | ----- | ----- | ----- | ----- |
| 1141  | →1141 | ↘1137 | ↘1117 | ↗1121 | ↘1073 | ↗1096 |
| 2017  | 2018  |       |       |       |       |       |
| ↘1075 | ↘1048 |       |       |       |       |       |